# Batalla de Mbororé
La batalla de Mbororé, ocurrida el 11 de marzo de 1641, fue un enfrentamiento entre los guaraníes que habitaban las Misiones Jesuíticas y los bandeirantes, exploradores y aventureros portugueses cuyo centro de acción estaba en San Pablo. El lugar de la batalla se halla hacia las coordenadas 27°43′29″S 54°54′56″O / -27.72472, -54.91556 en las cercanías del cerro Mbororé, hoy municipio de Panambí en la Provincia de Misiones, Argentina. La batallá terminó con la victoria guaraní. Se produjo en el inicio de la guerra de Restauración portuguesa, aunque no se supiera todavía en la colónia brasileña de los succesos de la aclamación de Juan I como rey independiente, ocurrida en Lisboa el 1er diciembre 1640.

## Antecedentes históricos

### Necesidad de esclavos e inicio de lasbandeiras
A comienzos del siglo XVII los holandeses llegaron a las costas del actual Brasil con la firme intención de instalarse y de ocupar posesiones en ellas. Para ello, y mediante actos de piratería lograron controlar la navegación sobre la costa del océano Atlántico, perturbando seriamente el tráfico de esclavos. Esto significó un duro golpe económico para el Imperio portugués que necesitaba de la mano de obra esclava para continuar con el desarrollo productivo azucarero y ganadero que predominaba sobre el litoral atlántico brasileño. Fue entonces cuando los indígenas cayeron en la mira de los hacendados y fazendeiros portugueses como potenciales esclavos. Además, debido a las escasas cantidades de plata, oro y piedras preciosas encontradas en la región de Piratininga, los grupos de exploradores comenzaron avanzar hacia el desconocido interior del Brasil.
Estos grupos de exploración y caza de esclavos, denominados bandeiras, estaban organizados y dirigidos como una empresa comercial por los sectores dirigentes de San Pablo, y sus filas se integraban con mamelucos (mestizos de portugueses e indígenas), aborígenes tupíes y aventureros extranjeros (sobre todo holandeses) que llegaban a las costas del Brasil a probar fortuna. Contaban, también, con la complicidad de la sociedad de funcionarios coloniales españoles y encomenderos del Paraguay.
En su avance hacia el occidente, los bandeirantes cruzaron el nunca precisado límite del Tratado de Tordesillas, que perdió su sentido durante el período en el que Portugal formó una unión dinástica aeque principaliter con la Corona de Castilla, penetrando repetidas veces con sus incursiones en territorios del virreinato de Perú. Indirectamente, los bandeirantes paulistas se convirtieron en la vanguardia de la expansión territorial portuguesa, lo que se consolidó al recuperar Portugal su independencia.

### Primeros ataques a las Misiones Jesuíticas
Por una Real Cédula de 1608 se ordenó al gobernador de Asunción del Paraguay, Hernando Arias de Saavedra (Hernandarias) que los jesuitas se dirigieran a las regiones del río Paraná, del Guayrá y a las áreas habitadas por los guaycurúes. Su misión era la de fundar pueblos y evangelizar a los indígenas que habitaban dichas regiones. Posteriormente se añadirían los pueblos de Itatín (al norte de Asunción) y del Tapé (en el actual estado de Río Grande del Sur, Brasil).
Los jesuitas se encontraban en plena labor evangelizadora cuando los bandeirantes comenzaron a llegar a la zona oriental del Guayrá. En un primer momento, éstos respetaron a los indígenas reducidos en pueblos por los jesuitas y no los capturaban. Sin embargo, los guaraníes, concentrados en pueblos y diestros en diversos oficios, representaban una mano de obra especializada altamente competente para los portugueses. Mucho más aún cuando estaban indefensos y desarmados ya que, por decreto real, les estaba vedado el manejo de armas de fuego.
Desde 1620 las incursiones de los bandeiras se hicieron cada vez más agresivas, lo que obligó al abandono o reubicación de algunos pueblos.
Entre los años 1628 y 1631 los jefes bandeirantes Raposo Tavares, Manuel Preto y Antonio Pires con sus huestes, azotaron periódicamente las reducciones del Guayrá, capturando miles de guaraníes que luego fueron subastados en San Pablo. Se calcula que en las incursiones de los años 1628-1629 capturaron a unos 5000 indígenas, de los cuales sólo llegaron a San Pablo unos 1200. La gran mayoría de ellos murió en el traslado debido a los malos tratos propinados por los esclavistas.
Hacia el año 1632 se produjo el éxodo masivo hacia el sur de 12 000 guaraníes reducidos por los jesuitas, dejando la región del Guayrá prácticamente desierta. Se refundaron las reducciones de San Ignacio Miní y Loreto en territorio de la actual Provincia de Misiones.
Los bandeirantes continuaron hacia el occidente, atacando las reducciones del Itatín en el año 1632. Luego siguió el Tapé, invadido durante los años 1636, 1637 y 1638 por sucesivas bandeiras dirigidas por Raposo Tavares, Andrés Fernández y Fernando Dias Pais.

## Las Misiones Jesuíticas se protegen

### Misión de Montoya frente a la Corona española
En el año 1638 los padres Antonio Ruiz de Montoya y Francisco Díaz Taño viajaron a España con el objetivo de dar cuenta al rey Felipe IV de lo que ocurría en las misiones. Su intención era conseguir que el rey levantara la restricción del manejo de armas por parte de los indígenas.
Las recomendaciones de Ruiz de Montoya fueron aceptadas por el rey y el Consejo de Indias, expidiéndose varias Cédulas Reales, despachándoselas a América para su cumplimiento.
Por una Real Cédula del 12 de mayo de 1640 se permitió que los guaraníes tomaran armas de fuego para su defensa, pero siempre que así lo dispusiera previamente el virrey del Perú. Por este motivo Ruiz de Montoya partió hacia Lima, con la objeto de continuar allí las gestiones referidas a la provisión de armas.
Por su parte, el padre Taño viajó a Roma para informar al papa de la caza de esclavos en las misiones a fin de obtener una protección papal.

### El encuentro en Apóstoles de Caazapaguazú
Mientras tanto y ante el peligro inminente de que los bandeirantes cruzaran el río Uruguay, el padre provincial Diego de Boroa, con la anuencia del Gobernador de Asunción y de la Real Audiencia de Charcas, decidió que las tropas misioneras utilizaran armas de fuego y recibieran instrucción militar. Desde Buenos Aires se enviaron once españoles para organizar a las fuerzas de defensa.
A fines de 1638 el padre Diego de Alfaro cruzó el río Uruguay con un buen número de guaraníes armados y adiestrados militarmente con la intención de recuperar indígenas y eventualmente enfrentar a los bandeirantes que merodeaban por la región.
Luego de algunos encuentro esporádicos con las fuerzas paulistas, a las tropas del padre Alfaro se le sumaron 1500 guaraníes que llegaban dirigidos por el padre Romero. Se formó entonces un ejército de 4000 misioneros que avanzó hasta la arrasada reducción de Apóstoles de Caazapaguazú donde los bandeirantes se hallaban atrincherados después de varias derrotas parciales.
El choque armado constituyó la primera victoria decisiva de las huestes guaraníes sobre los paulistas, los cuales luego de rendirse huyeron precipitadamente.

### Los paulistas preparan su contraataque
Deshechas las fuerzas bandeirantes luego del encuentro en los campos de Caazapaguazú, éstos regresaron a San Pablo para informar a las autoridades de lo ocurrido.
Coincidentemente, para esa fecha (mediados del año 1640), llegó a Río de Janeiro el padre Taño procedente de Madrid y de Roma. Llevaba en su poder Cédulas Reales y Bulas pontificias que condenaban severamente a las bandeiras y al tráfico de indígenas.
Ambos hechos produjeron una violenta reacción en la Cámara Municipal de San Pablo, la que, de común acuerdo con los fazendados, expulsó de la ciudad a los jesuitas.
Se organizó una enorme bandeira con 300 a holandeses, portugueses y mamelucos armados con fusiles y arcabuces, 130 a 900 canoas y 600 a 6000 tupíes armados con flechas, comandada por Manuel Pires. El objetivo de la expedición era tomar y destruir todo lo que se encontrara en los ríos Uruguay y Paraná, tomando todos los esclavos posibles.

## El encuentro en Mbororé

### Se anuncia la batalla
A fines de 1640 los jesuitas tuvieron evidencias de una nueva incursión de bandeirantes más numerosa que las anteriores. Para ello se constituyó un ejército de 4200 guaraníes armados con piedras, arcabuces, flechas, alfanjes y rodelas. Las fuerzas incluían caballería armada con lanzas, pero por condiciones del terreno no era muy efectiva, sirviendo principalmente de apoyo de la infantería y la artillería. La artillería se componía de cañones de madera de tacuara forrados en cuero o «bocas de fuego». El número de armas de fuego era escaso en comparación del número de combatientes, apenas trescientas.
Los indios a pie debían llevar flechas, arcos, piedras, macanas y rodelas. La caballería lanzas, adargas, macanas, capacetes (cascos) y espuelas. Los flecheros iban provistos de dos arcos, cuatro cuerdas y treinta flechas. Los pedreros cincuenta piedras (al menos), una docena de andas, una macana (garrote) y un cuchillo. También llevaban boleadoras de una piedra. En la ofensiva, los guaraníes no solían usar el arco porque mataba a distancia y resultaba indigno para un guerrero. El reglamento desarrollado por los jesuitas durante el siglo XVII para las defensas de los pueblos exigía que todos los indios adultos tuvieran entrenamiento y los niños empezaran a practicar a los siete años una vez al mes con hondas, arcos y lanzas. Los jóvenes debían ser diestros en el uso de machetes o espadones anchos «que tienen el golpe más seguro». También toda localidad debía tener su propia reserva de pólvora, hondas y piedras, arcos y 7000 flechas con puntas de hierro, 200 caballos para uso militar, 60 lanzas, 60 desjarretaderas (cuchilla de metal en forma de media luz sujeta a un palo) y una maestranza donde fabricar pólvora. Pronto incorporaron instrumentos como atabales, trompetas o cornetas, entre otros. Los indios llamaban guyrapá al arco, jhu'y a las flechas, mimbucú a la lanza y tacapé a la macana. Su principal tarea era defenderse de las incursiones de los indios chaqueños, en especial, los mbayás, feroces enemigos, hábiles con la lanza y el arco. Para la batalla, había trescientas balsas a las que se sumaban apenas sesenta canoas con 57 mosquetes y arcabuces, todas cubiertas para protegerse de las flecherías y pedradas de los tupíes.
Recibieron instrucción militar de exmilitares, los Hermanos Juan Cárdenas, Antonio Bernal y Domingo Torres. La operación estaba dirigida por el padre Romero. Las fuerzas defensoras estaban dirigidas por los padres Cristóbal Altamirano, Pedro Mola, Juan de Porras, José Domenech, Miguel Gómez, Domingo Suárez.
El Ejército Guaraní se organizó en compañías comandadas por capitanes. El capitán general fue un renombrado cacique del pueblo de Concepción, Nicolás Ñeenguirú. Le seguían en el mando los capitanes Ignacio Abiarú, cacique de la reducción de Nuestra Señora de la Asunción del Acaraguá, Francisco Mbayroba, cacique de la reducción de San Nicolás, y el cacique Arazay, del pueblo de San Javier.
La reducción de la Asunción del Acaraguá, ubicada sobre la orilla derecha del río Uruguay, en una loma cercana a la desembocadura del arroyo Acaraguá, fue trasladada y reubicada por precaución río abajo, cerca de la desembocadura del arroyo Mbororé en el río Uruguay. De ese modo la reducción quedó convertida en centro de operaciones y en el cuartel general del ejército guaraní misionero.
Las características del terrero y el recodo que forma el arroyo Mbororé hacían de este sitio un lugar ideal para la defensa.
Al mismo tiempo se destacaron espías y guardias por los territorios adyacentes y se estableció una retaguardia en Acarágua.

### La bandeira avanza
Las fuerzas bandeirantes al mando de Manuel Pires y Jerónimo Pedrozo de Barros partieron de San Pablo en septiembre de 1640.
Luego de establecer diversos campamentos y parapetarse en varios puntos del recorrido, una partida llegó al Acaraguá, donde encontraron la reducción completamente abandonada, por lo que el sitio fue elegido para levantar empalizadas y fortificarlo a fin de utilizarlo como base de operaciones.
Posteriormente se replegaron para avisar al resto de la bandeira de la seguridad del asentamiento.

### La batalla
Una crecida del río Uruguay en enero de 1641 trajo consigo una gran cantidad de canoas y mucha flechería, lo cual dio una idea a los jesuitas de la cercanía del enemigo.
Además, luego de que el grupo explorador paulista se replegara del Acaraguá, varios guaraníes que habían logrado escapar de los esclavistas dieron con los jesuitas, a quienes informaron del número y armamento de los bandeirantes.
Entonces una pequeña partida misionera se estableció nuevamente en el Acaraguá en misión de observación y centinela. El 25 de febrero de 1641 partieron ocho canoas río arriba en misión de reconocimiento. A pocas horas de navegar, se encontraron cara a cara con la bandeira que llegaba bajando con la corriente del río con sus 300 canoas y balsas pertrechadas. Inmediatamente seis canoas bandeirantes comenzaron a perseguir a los misioneros, los cuales se replegaron rápidamente hacia el Acaraguá. Al llegar, los guaraníes recibieron refuerzos y las canoas bandeirantes debieron replegarse.
Mientras tanto un grupo de misioneros partió velozmente a informar a los jesuitas del cuartel de Mbororé de la situación río arriba.
Al amanecer del día siguiente, 250 guaraníes, distribuidos en treinta canoas y dirigidos por el cacique Ignacio Abiarú se enfrentaron a más de cien canoas bandeirantes, logrando que éstos debieran replegarse.
Alejados los paulistas, los guaraníes procedieron a destruir todo aquello que pudiera servir de abastecimiento en Acaraguá y se replegaron hacia Mbororé. Por las características geográficas de este sitio, era el ideal para enfrentar a los portugueses, ya que los obligaba a una batalla frontal.
Efectivamente, al llegar la bandeira a Aracaguá el 11 de marzo de 1641 no encontró nada de provecho y se dirigió rumbo a Mbororé. Unas 300 canoas y balsas avanzaron río abajo.
Sesenta canoas con 57 arcabuces y mosquetes, comandadas por el capitán Ignacio Abiarú, los esperaban en el arroyo Mbororé. En tierra, miles de guaraníes respaldaban a las canoas con arcabuces, arcos y flechas, hondas, alfanjes y garrotes.
El choque armado fue rápidamente favorable a los guaraníes. Un grupo de bandeirantes logró ganar tierra y se replegó hacia Acaraguá, donde levantaron una empalizada.
Durante los días 12, 13, 14 y 15 de marzo, los misioneros bombardearon continuamente la fortificación con cañones, arcabuces y mosquetes, tanto desde posiciones terrestres como fluviales, sin arriesgar un ataque directo. Sabían que los bandeirantes carecían de alimentos y agua, por lo que se prefirió una guerra de desgaste. Además, varios tupíes comenzaron a desertar y unirse a las tropas misioneras, facilitando información sobre el enemigo.
El 16 de marzo los bandeirantes enviaron a los jesuitas una carta donde solicitaban la rendición. Dicha carta fue rota por los guaraníes. Los bandeirantes intentaron huir del asedio guaraní remontando en sus balsas y canoas el río Uruguay. Sin embargo, en la desembocadura del río Tabay los esperaba un contingente de 2000 guaraníes armados.
Ante esta situación, los portugueses decidieron retroceder hacia el Acaraguá para ganar la margen derecha del río y así poder escapar de los guaraníes. Sin embargo fueron perseguidos hasta perder gran cantidad de hombres.
Del contingente inicial que salió de San Pablo, sólo lograron volver unos cuantos.

## Consecuencias
Las principales consecuencias inmediatas de la batalla de Mbororé fueron:
- Consolidación territorial de las Misiones Jesuíticas.
- Freno al ataque bandeirante a las Misiones jesuíticas.[19][20] Los jesuitas llevaron a cabo un plan defensivo que fue la concentración de las misiones entre los ríos Paraná y Uruguay, la fortificación de las mismas y el entrenamiento militar de los hombres adultos.[21]
- Obtención del permiso real a los jesuitas para formar sus propias milicias de parte del Virrey del Perú García Sarmiento de Sotomayor en 1649, a cambio de esto los guaraníes fueron excluidos de la mita o el pago de impuestos por sus servicios defendiendo la frontera septentrional, esto significó también que los jesuitas pudieron comprar armas de fuego de manera legal.[22] A pesar de su papel defendiendo las fronteras, las milicias tuvieron una mala relación con los habitantes de Asunción.[23] En 1735, cuando Bruno Mauricio de Zabala acabó con la Segunda revolución comunera del Paraguay las milicias jesuitas contaban con más de 7000 guaraníes en sus filas.[24] Lo cual otorgaba una mayor autonomía a las misiones. Tiempo después, esto será motivo para la expulsión de los jesuitas de América.
- Asegurar la paz y prosperidad de las misiones, las cuales se desarrollarán durante otros cien años hasta la Guerra Guaranítica (1754-1756) y la Expulsión de los jesuitas de la Monarquía Hispánica de 1767.
- Freno, temporal, al expansionismo portugués sobre los territorios de la Corona española.